# 리사 보넷
리사 보넷(Lisa Bonet, 1967년 11월 16일 ~ )은 미국의 배우이다.

## 출연 작품
- 레드 로드 시즌2 (2015)
- 레이 도노반 시즌3 (2015)
- 도망자2016 (2014)
- 라이프 온 마스 (2008)
- 바이커 보이즈 (2003)
- 사랑도 리콜이 되나요 (2000)
- 에너미 오브 스테이트 (1998)
- 야수의 덫 (1995)
- 에덴의 전사 (1994)
- 라이트 아웃 (1994)
- 장미를 든 은행털이 (1993)
- 엔젤 하트 (1987)
- 코스비 가족 (1984)